# Effectif actuel du Wolf Pack de Hartford
| No    | Nom                  | Nat. | Position       | Arrivée |
| ----- | -------------------- | ---- | -------------- | ------- |
| +031, | Dylan Garand         |      | Gardien de but |         |
| +070, | Louis Domingue       |      | Gardien de but |         |
| +002, | Ben Harpur           |      | Défenseur      |         |
| +004, | Zach Giuttari        |      | Défenseur      |         |
| +037, | Andy Welinski        |      | Défenseur      |         |
| +044, | Matthew Robertson    |      | Défenseur      |         |
| +049, | Ty Emberson          |      | Défenseur      |         |
| +053, | Hunter Skinner       |      | Défenseur      |         |
| +058, | Brandon Scanlin      |      | Défenseur      |         |
| +074, | Blake Hillman        |      | Défenseur      |         |
| +011, | Tanner Fritz – A     |      | Ailier droit   |         |
| +013, | Will Cuylle          |      | Ailier gauche  |         |
| +015, | Turner Elson – A     |      | Ailier gauche  |         |
| +017, | Gustav Rydahl        |      | Attaquant      |         |
| +019, | C.J. Smith           |      | Ailier gauche  |         |
| +020, | Karl Henriksson      |      | Attaquant      |         |
| +021, | Austin Rueschhoff    |      | Attaquant      |         |
| +022, | Jonny Brodzinski – C |      | Ailier droit   |         |
| +026, | Tim Gettinger        |      | Ailier gauche  |         |
| +032, | Matthew Rempe        |      | Ailier droit   |         |
| +038, | Ryder Korczak        |      | Centre         |         |
| +041, | Bobby Trivigno       |      | Attaquant      |         |
| +048, | Lauri Pajuniemi      |      | Ailier droit   |         |
| +055, | Patrick Khodorenko   |      | Centre         |         |
| +077, | Julien Gauthier      |      | Ailier droit   |         |